# TACL
A TACL (azaz Tandem Advanced Command Language) a Tandem Computers nagyszámítógépeiben használt script programozási nyelv. A TACL parancsértelmező (angolul shell) is egyben.
A Tandem számítógépeket eredetileg a kaliforniai Cupertino-beli Tandem Computers, Inc. tervezte és árusította. Ezek voltak az első kereskedelemben is elérhető párhuzamos feldolgozást alkalmazó számítógépek, melyeket eredetileg "miniszámítógép" névvel illettek.
A Tandem stratégiája az volt, hogy a kialakulóban lévő "folyamatos rendelkezésre állás" koncepciót a tükrözött diszkekre, kontrollerekre, szoftvereikre és egy mérnökileg jól kidolgozott operációs rendszerre (Guardian, és később NonStop Kernel vagy NSK) alapozza. Ezzel tudta biztosítani a folyamatos alkalmazás rendelkezésre állást, biztosítva azt, hogy a rendszer túlél bármilyen egypontos hardver hibát(angolul single point of hardware failure). A céget 1999-ben felvásárolta a Compaq Computers és jópár évvel később pedig a Hewlett Packard Computers. Ma "HP Nonstop"-ként ismertek ill. legújabban pedig HP Integrity szerverek lettek blade alapokon.

A TACL továbbra is az a script nyelv, ami a Hewlett Packard NonStop szervereken használatos. A NonStop szerverek továbbra is a nagy bankok, kaszinók kereskedelmi cégek, telefon társaságok, e-mail rendszerek és nagyobb tőzsdék infrastrukturális gerinchálózatának kulcs komponensei.
A TACL interpretált. TACL utasítások egyszerű szövegfájlokban tárolhatók. A script tartalmazhat makrókat, rutinokat vagy definíciókat (DEFINE).  Ezeket a script-eket gyakran arra használják, hogy  összetett konfigurációs utasításokat tároljanak velük. Ilyen lehet pl. egy elindulási script vagy a hardver konfigurációs script.
A TACL nyelv nagy számú beépített segédprogramot tartalmaz, melyek segítségével a felhasználó elkaphatja a kimenetet számos rendszerprogramtól, és elemezni tudja a megkapott szöveget, sorról-sorra vagy karakterről-karakterre. Ez biztosítja a felhasználók számára, hogy olyan TACL programokat írhassanak, amelyek képesek figyelni a rendszer eseményeket különböző szűrők használatán keresztül. Ezek pl. figyelhetik a rendszer- ill. az alkalmazásesemények naplóit.

## Főbb parancsok
- Macro fájl esetén a fájl első sorába kell tenni a következőt ?TACL macro
- Egy processz futtatása: RUN
- Információ a futó processzekről: STATUS
- Jelenlegi környezetről információ kiírás: WHO
- Elágazás:

```
[#
IF
 
[
timenow
]
 
>
 
12
 
|
THEN
|

#
OUTPUT
 
Good
 
afternoon

|
ELSE
|

#
OUTPUT
 
Good
 
morning

]

```

- Több ágú elágazás egy ága:

```
[#
CASE
 
[
errornumber
]

|
0
|

#
OUTPUT
 
[
filename
]
 
was
 
purged

|
OTHERWISE
|

#
OUTPUT
 
[
filename
]
 
could
 
not
 
be
 
purged

#
OUTPUT
 
Error
 
[
errornumber
]

]

```

- Paraméter átadás:

```
PARAM
 
GKBTR
-
PARAM
-
TEST
 
%
1
%

```

- Kommentezés:

```
==
 
SET
 
parameters
 
section

```

- Fájl műveletek:
  - Hozzárendelés:

```
ASSIGN
 
File
,
 
$
aaaa
.
bbbb
.
File

```

- - Fájl ürítése:

```
PURGE
 
$
aaaa
.
bbbb
.
File

```

- - A FUP segédprogram meghívása (összetett fájlműveletek):

```
FUP
 
/
OUT
 
$
null
/
 
PURGEDATA
 
$
aaaa
.
bbbb
.
File1

```

## Főbb beépített függvények
1. változók összehasonlítása: #COMPAREV
2. Adat kiírása a kimenetre: #OUTPUT
3. Processz információk kiírása: #PROCESSINFO

## Példa
A következő példa egy egyszerű tacl rutint futtatását mutatja be.
```
?Section
 
HELLO_BERNARD
 
ROUTINE

#OUTPUT Hello BERNARD

```

TACL rutin futtatása a következő lépésekből áll:
1. A rutin betöltéséhez a memóriába TACL prompt-ból gépeljük be:  
```
>LOAD
 
/
 
KEEP
 
1
 
/
 
FILE1

```

2. A rutin futtatásához gépeljük be:  
```
>HELLO_BERNARD

```

3. Az eredmény a következő lesz:  
```
Hello
 
BERNARD

```

Mindez más módon is lehetséges, méghozzá úgy hogy készítünk egy FILE1 nevű fájlt és hozzáadjuk a következő két sort:
```
?TACL
 
ROUTINE

#OUTPUT Hello BERNARD

```

A rutin végrehajtása a  fájl megadásával történhet a tacl prompt-ból:
```
>
 
RUN
 
FILE1

```

## Fordítás
Ez a szócikk részben vagy egészben  a   TACL című angol Wikipédia-szócikk fordításán alapul.  Az eredeti cikk szerkesztőit annak laptörténete sorolja fel. Ez a jelzés csupán a megfogalmazás eredetét és a szerzői jogokat jelzi, nem szolgál a cikkben szereplő információk forrásmegjelöléseként.